# Jennifer Metcalfe

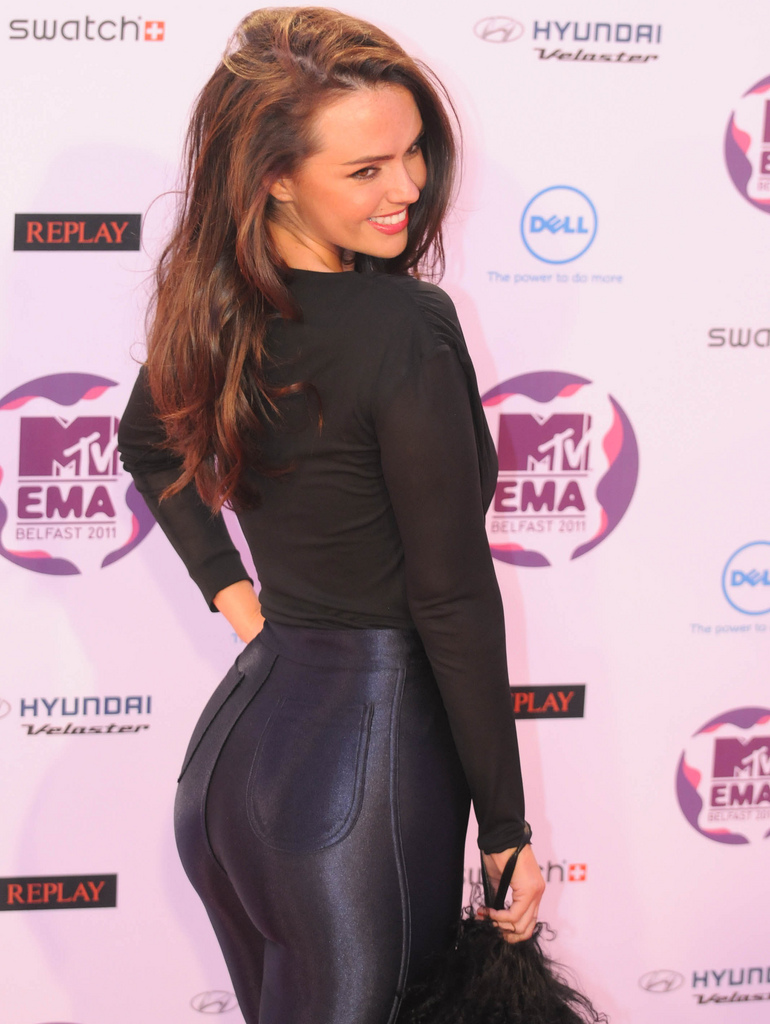
Jennifer Metcalfe (2011)

Jennifer Joanne Metcalfe (* 4. September 1983 in Bradford, West Yorkshire) ist eine britische Schauspielerin.

## Leben und Karriere
Metcalfe hatte ihren ersten Auftritt von 1998 bis 2001 in zwei Folgen der Fernsehserie Where the Heart Is. 2002 hatte sie ihre erste Filmrolle in Birthday Girl. Seit 2006 ist sie in der Channel-4-Serie Hollyoaks zu sehen.
2011 nahm Metcalfe mit Sylvain Longchambon an der 6. Staffel von Dancing on Ice teil.
Zeitweise war Metcalfe mit Jermaine Pennant liiert. Seit 2017 hat sie mit Greg Lake ein Kind, von dem sie sich 2020 getrennt hat.

## Filmografie (Auswahl)
- 1998, 2001: Where the Heart Is (Fernsehserie, 2 Folgen)
- 2001: At Home with the Braithwaites (Fernsehserie, 2 Folgen)
- 2002: Birthday Girl (Beating Jesus, Fernsehfilm)
- 2002: Emmerdale (Fernsehserie, 3 Folgen)
- seit 2006: Hollyoaks (Fernsehserie)
- 2008–2012: Hollyoaks Later (Fernsehserie, 14 Folgen)